# Avenzoar Arruda
José Avenzoar Arruda das Neves (Bonito de Santa Fé, 13 de abril de 1962) é um professor e político brasileiro. É atualmente filiado ao PSOL.

## Carreira estudantil
Filho de Francisco Arruda de Sousa e Francisca Neves de Sousa, ingressou no curso de engenharia mecânica da UFPB em 1981, e no mesmo ano foi eleito coordenador do Centro Acadêmico de Engenharia Mecânica. Presidiu o Diretório Central dos Estudantes da própria UFPB no período 1983-84 e em 1985 assumiu a Associação Universitária de sua cidade natal.

## Trajetória como professor e político
Em 1986, Avenzoar deixa Bonito de Santa Fé e volta a João Pessoa (onde esteve por 2 anos, como integrante do Conselho de Transportes Urbanos da prefeitura municipal), filiando-se ao PT. No ano seguinte, ingressa no Colégio Marista Pio X, onde trabalha como professor, e em 1988 forma-se em engenharia mecânica pela UFPB, em 2010 forma-se em direito pelo Centro Universitário de João Pessoa e em 2014 conclui o mestrado em direitos humanos pela UFPB.
Sua vida acadêmica inclui também uma atuação dentro do IFPB (Instituto Federal de Educação, Ciência e Tecnologia da Paraíba), onde é professor. Foi diretor do campus de Cabedelo e Pró-Reitor de Assuntos Institucionais.
Sua estreia eleitoral foi em 1992, elegendo-se vereador com 1.027 votos (elegendo-se pelos votos de legenda). Disputou o governo estadual na eleição de 1994, pela coligação "Frente Paraíba Popular", encabeçada pelo PT e que contou ainda com PCdoB, PSB, PV e o estreante PSTU. Avenzoar foi apenas um candidato ideológico sem chances de vitória na disputa polarizada entre Antônio Mariz e Lúcia Braga, obtendo apenas 73.989 votos e ficando na terceira posição. Em 1996, não concorre à reeleição para vereador. No pleito estadual de 1998, disputa uma vaga de deputado federal, se elegendo com 16.649 votos.
Em 2002, decide abrir mão da reeleição para concorrer novamente a governador, desta vez pela coligação "Um Novo Caminho", liderada pelo PT e integrada ainda por PCdoB, PL, PSC e PMN. Assim como foi em 1994, ficou longe dos primeiros colocados - na ocasião, foram Cássio Cunha Lima e Roberto Paulino - , recebendo 200.000 votos. Disputou a prefeitura de João Pessoa 2 anos depois, agora contando com o apoio do PAN e do PSDC, obtendo novamente o terceiro lugar, com 11.003 sufrágios. Sua última eleição, em 2006, foi também a última dele pelo PT, candidatando-se a deputado estadual. Com 5.803 votos, não conseguiu una vaga na Assembleia Legislativa.

## Filiação ao PSOL e crítica ao PT
Em 2008, após 22 anos no PT, Avenzoar filia-se ao PSOL, não tendo disputado alguma eleição pelo partido, embora tenha sido citado como pré-candidato à prefeitura de João Pessoa, em 2012 e 2016, não chegou a disputar a candidatura no seu partido. Em 2014, fez críticas a sua ex-legenda, chamando o PT de "partido de empreendedores".